# Hoa Kỳ xâm lược Panama
Tháng 12 năm 1903, những đại diện của nước cộng hòa đã ký Hiệp ước Hay-Bunau Varilla đã trao cho Hoa Kỳ quyền xây dựng và quản lý vô hạn định với Kênh đào Panama, mở cửa từ năm 1914. Hiệp ước này đã trở thành một vấn đề ngoại giao tiềm tàng giữa hai quốc gia, trở thành căng thẳng nhất vào Ngày của Martyr (ngày 09 tháng 01 năm 1964). Những vấn đề này sau đó đã được giải quyết khi hai bên ký Các Hiệp ước Torrijos-Carter năm 1977.
Ý định ban đầu của những người thành lập đất nước là mang lại sự hòa hợp giữa hai đảng chính trị chính (Bảo thủ và Tự do). Chính phủ Panama đã trải qua các giai đoạn bất ổn chính trị và tham nhũng, tuy nhiên, ở nhiều thời điểm trong lịch sử của mình, thời gian cầm quyền của các vị tổng thống hợp hiến thường rất ngắn ngủi. Năm 1968, một cuộc đảo chính lật đổ chính phủ của vị tổng thống mới được bầu gần đó là Arnulfo Arias Madrid diễn ra. Tướng Omar Torrijos cuối cùng đã trở thành người nắm quyền lực trong một chính phủ quân sự (junta), và sau này trở thành nhà lãnh đạo độc đoán cho tới tận khi ông chết trong một vụ tai nạn máy bay gây nghi ngờ năm 1981. Sau cái chết của Torrijos, quyền lực dần được tập trung trong tay Tướng Manuel Antonio Noriega, cựu lãnh đạo lực lượng cảnh sát mật Panama và cựu nhân viên CIA. Noriega liên quan tới vụ buôn lậu thuốc phiện vào Hoa Kỳ, dẫn tới những căng thẳng trong quan hệ hai nước cuối thập niên 1980.
Ngày 20 tháng 12 năm 1989, hai mươi bảy nghìn quân Mỹ tấn công Panama nhằm lật đổ Noriega. Vài giờ sau vụ tấn công, tại một buổi lễ diễn ra bên trong một căn cứ quân sự Mỹ tại Vùng Kênh đào Panama cũ, Guillermo Endara (người chiến thắng trong cuộc bầu cử tháng 5 năm 1989) tuyên thệ nhậm chức tổng thống mới của Panama. Cuộc tấn công diễn ra mười năm trước khi quyền quản lý Kênh Panama được giao lại cho người Panama, theo một thời gian biểu do Các hiệp ước Torrijos-Carter quy định. Sau cuộc tấn công, Noriega tìm cách xin tị nạn tại Vatican qua phái bộ ngoại giao do Monsignor Jose S. Laboa đại diện. Để buộc Noriega đầu hàng, các lực lượng Mỹ đã chơi ầm ĩ liên tục bên ngoài đại sứ quán bài "Panama," của nhóm nhạc rock thập niên 1980 Van Halen. Sau vài ngày, Noriega đầu hàng quân Mỹ, và bị đưa về Florida để chính thức bị dẫn độ và xét xử trước các cơ quan tòa án liên bang Mỹ. Ông bị buộc trách nhiệm về cuộc phóng thích tù binh trước hạn (parole) tháng 9 năm 2007.
Theo Các hiệp ước Torrijos-Carter, Hoa Kỳ trả lại toàn bộ kênh đào và những vùng đất liên quan cho Panama ngày 31 tháng 12 năm 1999, nhưng giữ quyền can thiệp quân sự vì quyền lợi an ninh quốc gia của họ. Panama cũng giành được quyền kiểm soát những tòa nhà và cơ sở hạ tầng liên quan cũng như quyền quản lý hành chính đầy đủ với Kênh đào Panama.
Nhân dân Panama đã tán thành việc mở rộng kênh, và sau khi được hoàn thành, nó sẽ cho phép các tàu post-Panamax đi qua cũng như tăng số lượng tàu lưu thông.